# Rava (isola)
Rava è una piccola isola della Croazia situata nel mare Adriatico tra Eso e l'isola Lunga; fa parte dell'arcipelago zaratino. Amministrativamente appartiene al comune di Zara nella regione zaratina. Conta due piccoli centri abitati: Rava Piccola (Mala Rava), a nord, e Rava (Vela Rava), al centro, per un totale di 117 abitanti. L'isola dista da Zara 30 km.

## Geografia
Rava è divisa dall'isola Lunga (Dugi otok) dal canale di Rava (Ravski kanal) e la distanza minima è di 820 m, mentre il canale di Eso (Iški kanal) la divide dall'isola omonima (circa 2 km). L'isola ha 4,7 km circa di lunghezza da punta Zaglava (rt Kantarišće), a nord, a capo Fine di Rava (Konac Rave) la sua estremità meridionale; ha una superficie di 3,63 km², uno sviluppo costiero di 15,45 km; il picco più alto si trova nella parte meridionale ed è il monte Babicovazzo (Babićovac), 97,4 m s.l.m.
L'isola ha una forma molto irregolare con ben 15 insenature:

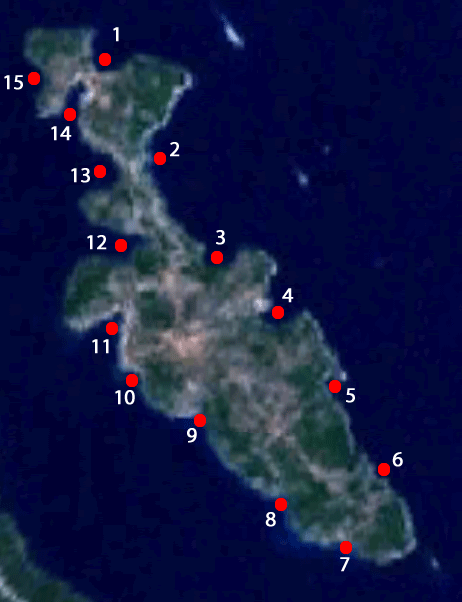
Le 15 baie di Rava

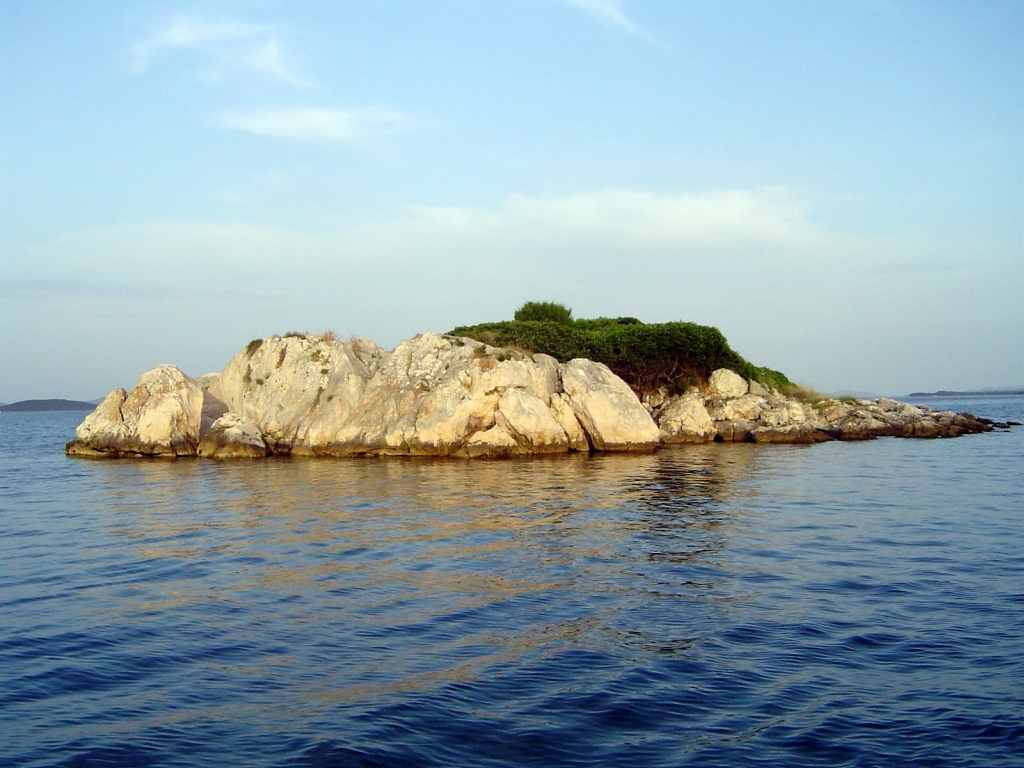
Lo scoglio Rava piccola

1. Tanko
2. Vališina
3. Ivanosovizza[6] (Ivanoševica)
4. Pavacisco[6] Pavajsko
5. Pestehovac
6. Dražice
7. Golubovac
8. Marinizza[11] (Martinica)
9. Grbavač
10. Grbačina
11. Marinica[5] o Masinizza[6] (Marnjica)
12. Paladinica[5] (Paladinjica)
13. Vićabok
14. Lokvina
15. Za Grbicu

### Isole adiacenti
- Scoglio Rava piccola[6][12][13] o scoglio Ravizza[14] (hrid Ravca), piccolo scoglio vicino a capo Fine di Rava, a 180 m circa[2]; ha un'area di 1585 m²[15] 44°00′24″N 15°05′20″E.
- Oliveto (Maslinovac),  a sud-est della punta meridionale di Rava.
- scoglio Galera[16], detto anche la Galera[13], Galia[5] o Galiaza[14] o  (Galijica o Galijlca), piccolo scoglio lungo circa 100 m[2] con una superficie di 3212 m²[15], la costa lunga 248 m[15] e l'altezza di 4 m[2]; è situato nel canale di Rava a 650 m circa dalla costa dell'Isola Lunga, 960 m[2] a ovest di valle Lokvina e 250 m a sud di Martignacco  44°02′03″N 15°02′26″E.
- Martignacco (Mrtovnjak), nel canale di Rava.

### Cartografia
- (HR) Mappa topografica della Croazia 1:25000, su preglednik.arkod.hr. URL consultato il 27 febbraio 2017.
- G. Giani, Carta prospettiva delle Comuni censuarie della Dalmazia, foglio 2, 1839. Fondo Miscellanea cartografica catastale, Archivio di Stato di Trieste.
- Carta di cabottaggio del mare Adriatico, foglio VII, Milano, Istituto geografico militare, 1822-1824. URL consultato il 17 febbraio 2017 (archiviato dall'url originale il 13 aprile 2013).